# 両部鳥居

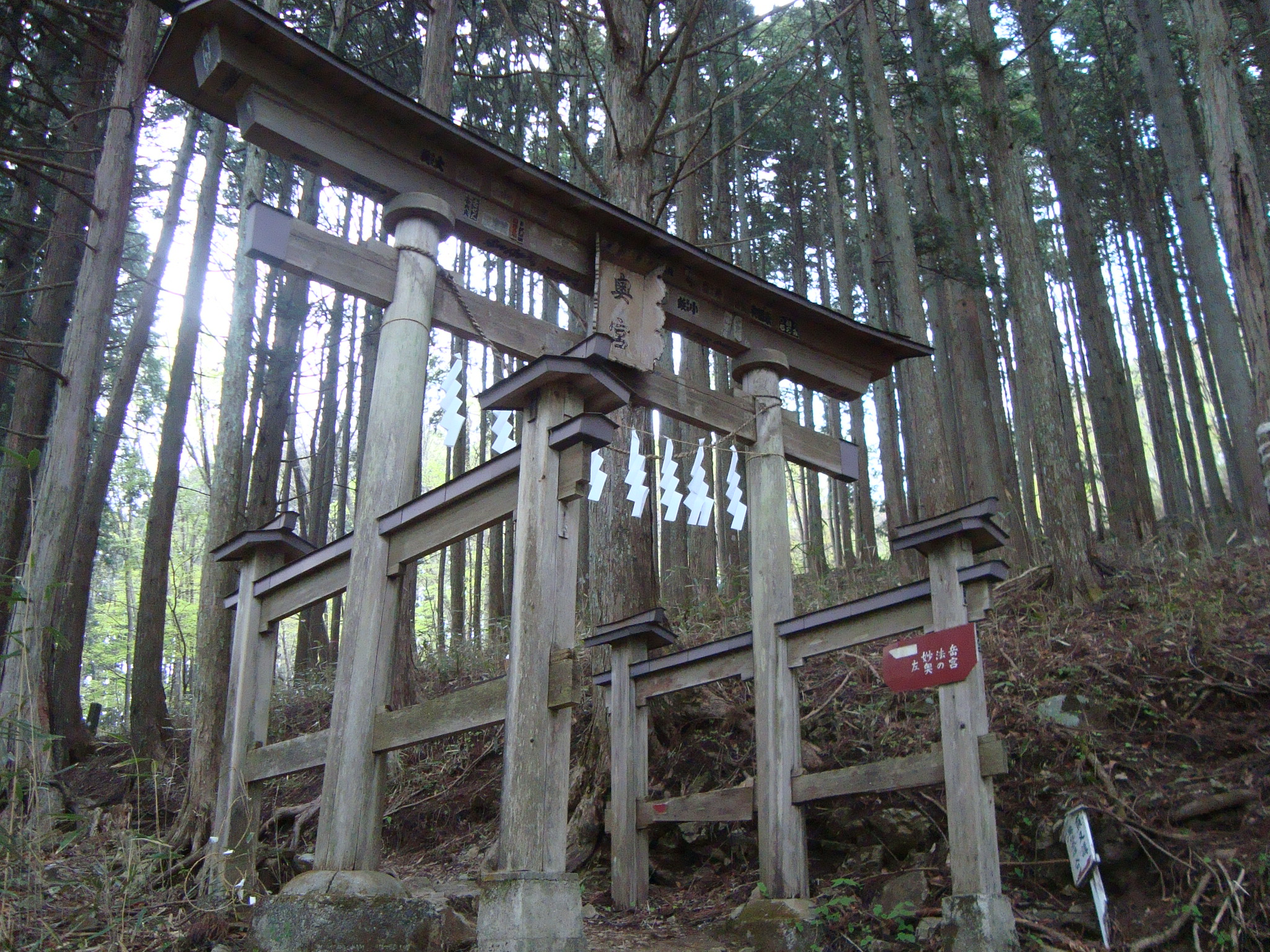
秩父市三峰神社の奥の宮の途中にある両部鳥居。

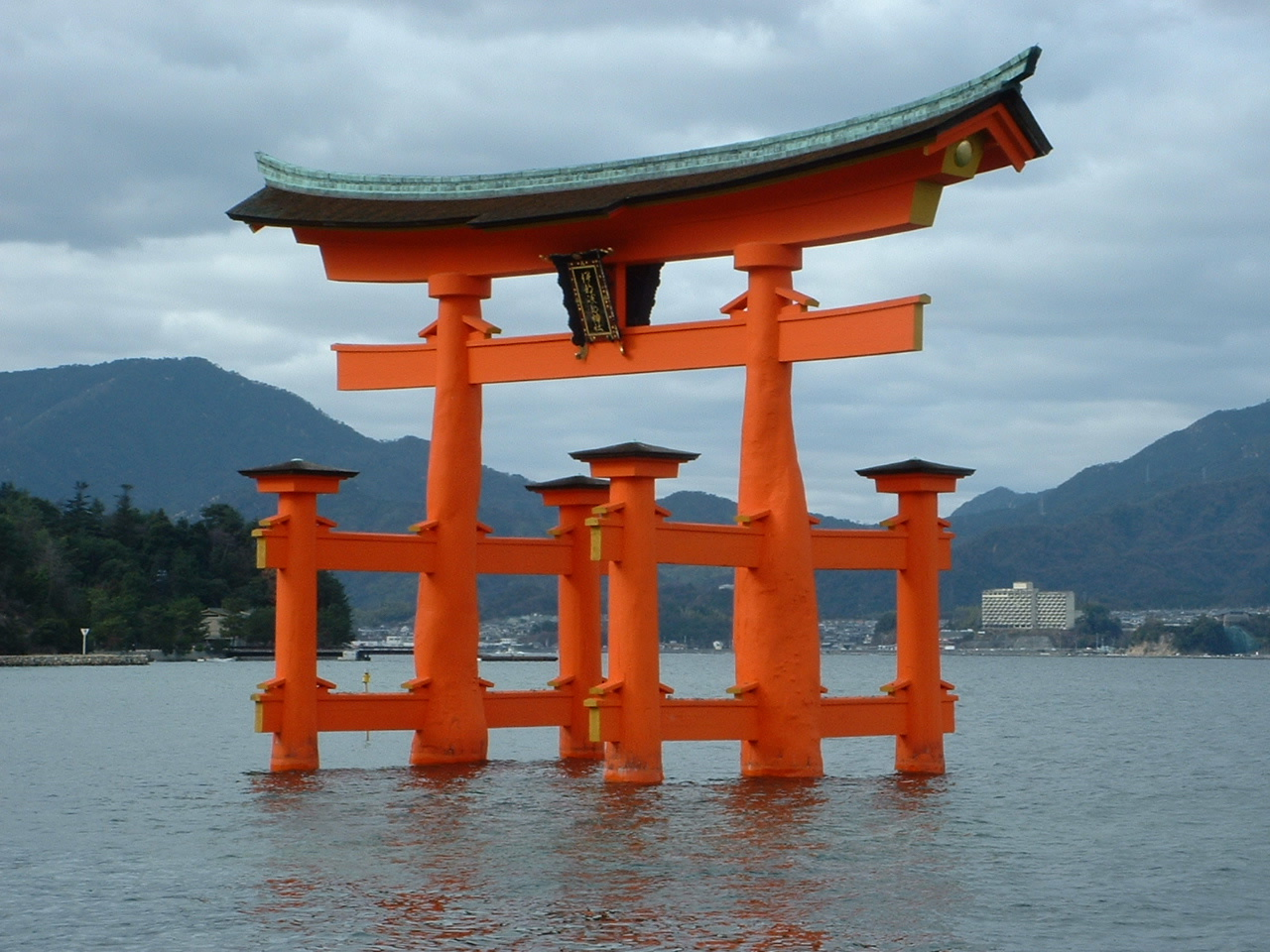
厳島神社の両部鳥居

両部鳥居（りょうぶとりい）は、本体の鳥居の柱を支える形で稚児柱（稚児鳥居）があり、その笠木の上に屋根がある鳥居。名称にある両部とは密教の金胎両部（金剛・胎蔵）をいい、神仏習合を示す名残。四脚鳥居、稚児柱鳥居、権現鳥居、枠指鳥居などの別名がある。派生したものとしては伊香式鳥居がある。

## おもな両部鳥居
- 湯殿山神社
- 羽黒山神社
- 月山神社
- 厳島神社（国内最大）
- 氣比神宮
- 廣瀬大社
- 龍田大社
- 丹生都比賣神社
- 熊野速玉大社
- 恩智神社
- 神倉神社
- 箱根神社
- 三國第一山新倉富士浅間神社
- 白鬚神社（琵琶湖湖中の鳥居）
- 三峯神社の奥宮へ至る途中にある。
- 聖天(大秩父神社)小鹿野町 秩父32番札所法性寺へ至る途中にある。
- 宇都宮二荒山神社 - 2008年に新しく両部鳥居に建て替えられた。
- 洗足池八幡神社
- 雪谷八幡神社（白木）
- 宇太水分神社
- 愛宕神社(総本社)
- 氷室神社(奈良市)
- 墨坂神社(宇陀市)
- 金櫻神社(里宮)

## 関連事項
- 四脚鳥居としては、三ツ鳥居が有名である。
- 三脚鳥居としては、三柱鳥居がある。